# Halowe Mistrzostwa Europy w Lekkoatletyce 1971 – bieg na 3000 m mężczyzn
Bieg na 3000 metrów mężczyzn – jedna z konkurencji biegowych rozgrywanych podczas halowych lekkoatletycznych mistrzostw Europy w hali Festiwalna w Sofii. Eliminacje zostały rozegrane 13 marca, a bieg finałowy 14 marca 1971. Zwyciężył reprezentant Wielkiej Brytanii Peter Stewart. Tytułu zdobytego na poprzednich mistrzostwach nie bronił Ricky Wilde z Wielkiej Brytanii.

## Rezultaty

### Eliminacje
Rozegrano 2 biegi eliminacyjne, do których przystąpiło 15 biegaczy. Awans do finału dawało zajęcie jednego z pierwszych czterech miejsc w swoim biegu (Q).
Opracowano na podstawie materiału źródłowego.
Bieg 1
| Miejsce | Zawodnik         | Czas   | Uwagi |
| ------- | ---------------- | ------ | ----- |
| 1       | Wilfried Scholz  | 8:00,9 | Q     |
| 2       | Jurij Aleksaszin | 8:02,2 | Q     |
| 3       | Egbert Nijstadt  | 8:05,8 | Q     |
| 4       | Lajos Mecser     | 8:07,1 | Q     |
| 5       | Rune Holmén      | 8:11,5 |       |
| 6       | Petko Jordanow   | 8:19,8 |       |
| 7       | Gaetano Pusterla | 8:20,4 |       |
| 8       | Edgard Salvé     | 8:52,0 |       |

Bieg 2
| Miejsce | Zawodnik          | Czas   | Uwagi |
| ------- | ----------------- | ------ | ----- |
| 1       | Giuseppe Cindolo  | 8:19,5 | Q     |
| 2       | Peter Stewart     | 8:19,6 | Q     |
| 3       | Anatolij Wierłan  | 8:20,5 | Q     |
| 4       | Gérard Vervoort   | 8:20,8 | Q     |
| 5       | Toni Feldmann     | 8:21,2 |       |
| 6       | Paul Angenvoorth  | 8:23,8 |       |
| 7       | Stanisław Podzoba | 8:27,5 |       |

### Finał
Opracowano na podstawie materiału źródłowego.
| Miejsce | Zawodnik         | Czas   |
| ------- | ---------------- | ------ |
| 1       | Peter Stewart    | 7:53,6 |
| 2       | Wilfried Scholz  | 7:54,4 |
| 3       | Jurij Aleksaszin | 8:01,2 |
| 4       | Anatolij Wierłan | 8:05,0 |
| 5       | Lajos Mecser     | 8:06,2 |
| 6       | Egbert Nijstadt  | 8:13,6 |
| 7       | Giuseppe Cindolo | 8:22,6 |
| 8       | Gérard Vervoort  | 8:24,8 |